# Charles Brown (Schauspieler)
Charles Lee Brown (* 15. Januar 1946 in Talladega, Alabama; † 8. Januar 2004 in Cleveland, Ohio) war ein US-amerikanischer Schauspieler.

## Leben
Brown wurde in Talladega im US-Bundesstaat Alabama geboren und wuchs in Cleveland auf. Er war der Sohn von Elnora Stone und Mack O. Brown und hatte drei Geschwister: Mack junior, Ramon und Shirley. Er war der Onkel der Schauspielerin Yvette Nicole Brown.
Nachdem er während des Vietnamkriegs bei den United States Marines gedient hatte, studierte Brown Theaterwissenschaften an der Howard University in Washington, D.C. Zu dieser Zeit war er Ensemble-Mitglied der D.C. Black Repertory Company.
Brown, der zuletzt wieder in Cleveland lebte, war vom 12. Juni 2003 bis zum 8. Januar 2004 – seinem Tod – mit Renee Lescook verheiratet. Er starb im Alter von 57 Jahren an den Folgen von Prostatakrebs und fand auf dem Lake View Cemetery von Cleveland seine letzte Ruhe. Er wurde von seiner Frau, seiner Stieftochter Dominique, Enkeln und Neffen überlebt.

## Karriere
In New York City trat Brown Mitte der 1970er-Jahre der Negro Ensemble Company bei, deren Ensemblemitglied er für 15 Jahre blieb. Er war in Broadway- als auch in Off-Broadway-Produktionen zu sehen. Er spielte unter anderem den Südstaaten-Farmer Cephus Miles in Samm-Art Williams’ Bühnenstück Home und den Militärermittler Captain Richard Davenport – im Louisiana des Jahres 1944 – in Charles Fullers A Soldier’s Story. Home kam 1980 an den Broadway und brachte Brown eine Nominierung für den Tony Award als „Bester Darsteller in einem Theaterstück“ ein. Im Jahr 2001 erhielt er seine zweite Nominierung als „Bester Hauptdarsteller in einem Theaterstück“ für seine Rolle des Spielers und Betrügers Elmore in August Wilsons King Hedley II. Für diese Rolle wurde er ebenfalls 2001 mit dem Drama Desk Award ausgezeichnet.
Zu seinen weiteren Bühnenauftritten gehören Rollen in Neil Simons Rumors, John Guares’ A Few Stout Individuals, Jessica Blanks und Erik Jensens The Exonerated, Don Evans’ Showdown, Leslie Lees First Breeze of Summer, Richard Wesleys The Mighty Gents, Steve Carters Nevis Mountain Dew und August Wilsons Fences (1987), in dem er den älteren Sohn einer von James Earl Jones gespielten Figur darstellte. Im Jahr 1979 spielte er auch am Royal Opera House in London.
Vor der Kamera hatte er sein Debüt in einer Nebenrolle der Fernsehserie Route 66. Er war in Filmen wie Die Glücksritter von John Landis und Staatsanwälte küßt man nicht zu sehen. Im Fernsehen hatte er Auftritte in der in New York City gedrehten Fernsehserie Kojak – Einsatz in Manhattan, in Die Bill Cosby Show, Law & Order, Law & Order: Special Victims Unit und Der Equalizer, neben anderen. In der 1983 gedrehten Miniserie Kennedy stellte er den Bürgerrechtsführer Martin Luther King dar.
Im deutschen Sprachraum wurde Brown unter anderem von Michael Brennicke, Kurt Goldstein, Roland Hemmo, Charles Muhamed Huber, Peter Kirchberger, Peter Lakenmacher, Horst Lampe, Norbert Langer, Lutz Riedel, Ulf Jürgen Söhmisch, Claus Wilcke und Thomas Wolff synchronisiert.

## Auszeichnungen
- 1980: Nominiert für den Tony Award in der Kategorie „Best Actor In A Play“ für Home.[1][8][9]
- 1980: Nominiert für den Drama Desk Award in der Kategorie „Outstanding Actor In A Play“ für Home.[9]
- 2001: Tony Award in der Kategorie „Best Featured Actor“ für King Hedley II am Broadway.[1][8][9]

## Filmografie (Auswahl)
- 1963: Route 66 (Fernsehserie)
- 1964–1999: Another World (Fernsehserie)
- 1976: Great Performances (Fernsehserie)
- 1976: Kojak – Einsatz in Manhattan (Fernsehserie)
- 1978: Watch Your Mouth (Fernsehserie)
- 1980: All My Children (Fernsehserie)
- 1980: Headin’ for Broadway
- 1981: Die Lady (Fernsehfilm)
- 1981: Today’s F.B.I. (Fernsehserie)
- 1983: An einem Morgen im Mai
- 1983: Die Glücksritter
- 1983: Loving (Fernsehserie)
- 1983: Kennedy (Miniserie)
- 1984: Jung und Leidenschaftlich – Wie das Leben so spielt (Fernsehserie)
- 1985: Mord im Exil (Fernsehfilm)
- 1985: Der Equalizer (Fernsehserie)
- 1986: Staatsanwälte küßt man nicht
- 1989: Dream Street (Fernsehserie)
- 1989: Die Bill Cosby Show (Fernsehserie)
- 1991: Alles total normal – Die Bilderbuchfamilie (Fernsehserie)
- 1991: Party-Time mit Frankenstein (Fernsehfilm)
- 1993: Ein Vater für zwei (Fernsehserie)
- 1992–1993: Here and Now (Fernsehserie)
- 1994: Drop Squad
- 1998: The Temptations (Miniserie)
- 1999: Law & Order: Special Victims Unit (Fernsehserie)
- 1993–2001: Law & Order (Fernsehserie)
- 2004: The Adventures of Space Baby and Mental Man (posthum)

## Theater (Auswahl)
- 1975: The Moonlight Arms / The Dark Tower (St. Mark’s Playhouse, Off-Broadway, New York City)[12][13]
- 1975: The First Breeze of Summer (St. Mark’s Playhouse, Off-Broadway, New York City)[12]
- 1975: The First Breeze of Summer (Palace Theatre, Broadway, New York City)[7]
- 1976: The Brownsville Raid (Lucille Lortel Theatre, Off-Broadway, New York City)[12]
- 1976: The Poison Tree (Ambassador Theatre, Broadway, New York City)[7]
- 1977: The Great Macdaddy (Lucille Lortel Theatre, Off-Broadway, New York City)[12]
- 1978: The Mighty Gents (Ambassador Theatre, Broadway, New York City)[7]
- 1978: Nevis Mountain Dew (St. Mark’s Playhouse, Off-Broadway, New York City)[12]
- 1979: Plays from Africa (St. Mark’s Playhouse, Off-Broadway, New York City)[12]
- 1979: A Season to Unravel (St. Mark’s Playhouse, Off-Broadway, New York City)[12]
- 1979: Old Phantoms (St. Mark’s Playhouse, Off-Broadway, New York City)[12]
- 1979: Home (St. Mark’s Playhouse, Off-Broadway, New York City)[12]
- 1979: Appalachian Spring / Diversion of Angels / Episodes / Errand Into the Maze / O Thou Desire Who Art About To Sing / Seraphic Dialogue / The Owl and the Pussycat (Royal Opera House, Covent Garden, London)[1]
- 1980: Lagrima del Diablo (St. Mark’s Playhouse, Off-Broadway, New York City)[12]
- 1980: Companions of the Fire (St. Mark’s Playhouse, Off-Broadway, New York City)[12]
- 1980–1981: Home (Cort Theatre, Broadway, New York City)[7]
- 1981: A Soldier’s Play (auch: A Soldier’s Play; Theater Four, Off-Broadway, New York City)[12]
- 1987–1988: Fences (46th Street Theatre, Broadway, New York City)[7]
- 1988–1990: Rumors (Broadhurst Theatre und Ethel Barrymore Theatre, Broadway, New York City)[7]
- 1999–2000: King Hedley II (Public Theater, Pittsburgh, Pennsylvania)[1]
- 2001: King Hedley II (Virginia Theatre, Broadway, New York City)[1][7]
- 2002: A Few Stout Individuals (Peter Norton Space / Signature Theater Company, Off-Broadway, New York City)[1][12]
- 2002: The Exonerated (Theatres at 45 Bleecker / Bleecker Street Theatre, Off-Broadway, New York City)[1][12]
- Showdown[1]